# Wadi Halfa
Wadi Halfa er en by i det nordlige Sudan, med et indbyggertal (pr. 2007) på cirka 15.000. Byen ligger ved breden af Nassersøen, der også udgør en grænse til nabolandet Egypten.